# Fermi
Fermi je enota za dolžino. Poimenovana je po italijanskemu fiziku Enricu Fermiju. Priporočena je uporaba SI enote femtometer namesto fermija. 1 fermi je enak 1×10–15 metra oziroma enemu femtometru. 